# 15837 Mariovalori
15837 Mariovalori eller 1995 DG13 är en asteroid i huvudbältet som upptäcktes den 25 februari 1995 av de båda italienska astronomerna Ulisse Munari och Maura Tombelli vid Cima Ekar-observatoriet. Den är uppkallad efter amatörastronomen Mario Valori.
Asteroiden har en diameter på ungefär 7 kilometer och den tillhör asteroidgruppen Themis.